# Christian Bertilsson

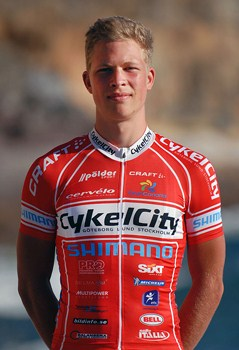
Christian Bertilsson 2011

Christian Bertilsson (* 5. September 1991) ist ein schwedischer Mountainbike- und Straßenradrennfahrer.
Christian Bertilsson wurde 2009 schwedischer Meister im Mountainbike-Marathon der Juniorenklasse. In der Saison 2010 gewann er auf der Straße die dritte Etappe bei den Hammarö 3-Dagars. Außerdem wurde er Etappenzweiter bei einem Teilstück der Bureloppet, wo er auch den vierten Rang in der Gesamtwertung belegte. 2011 erhielt Bertilsson seinen ersten Vertrag bei einem internationalen Radsportteam, den schwedischen Team Cykelcity.

## Erfolge – Mountainbike
2009
- Schwedischer Meister – Marathon (Junioren)

## Teams
- 2011 Team Cykelcity
- 2012 Team Cykelcity.se
- 2013 Team People4you-Unaas Cycling
- 2014 Development Team Giant-Shimano